# ییرکالا
ییرکالا (به انگلیسی: Yirrkala) شهرکی واقع در ایالت قلمرو شمالی در استرالیاست. این شهرک در ۱۸ کیلومتری (۱۱ مایلی) جنوب شرق نهولونبوی قرار دارد.